# Juliet Lima
Juliet Esmeralda Lima Pérez  (Caracas, 19 de noviembre de 1981) es una actriz y modelo y presentadora de televisión venezolana. Conocida por interpretar en algunas telenovelas en las décadas de los años 2000 y 2010.

## Biografía
Nació en la ciudad de Caracas. Hija de Isidro Lima y Esmeralda Pérez. Juliet se inició en la cadena Marte TV, en la cual después de salir del colegio,  trabajó sus papeles y obtuvo un lugar extra en las telenovelas Mujercitas y La Calle de los Sueños.
Luego, junto a Manuel Sosa formó parte del elenco unitario de RCTV, para pasar después a ser la protagonista de Camaleona, la cual la consagra como actriz. Forma parte del reparto de la película venezolana Er Conde Jones escrita, dirigida y producida por el comediante Benjamín Rausseo, más conocido como Er Conde del Guácharo, estrenada en el año 2011.

## Trayectoria

### Televisión
| Año       | Título                 | Rol                                   |
| --------- | ---------------------- | ------------------------------------- |
| 2016      | Escándalos             | Kathy Texier                          |
| 2014      | Corazón esmeralda      | Vanessa Villamizar                    |
| 2012-2013 | Dulce amargo           | María Gabriela "La Maga" Montes       |
| 2011-2012 | Natalia del Mar        | Perla Uzcátegui López                 |
| 2009-2010 | Libres como el viento  | Tibisay "La China" Pacheco            |
| 2007      | Camaleona              | Natalia Rivas / Elena / María Moñitos |
| 2006-2007 | Te tengo en salsa      | Patricia Palacios Guillén             |
| 2005      | Amor a palos           | Rocío Vargas                          |
| 2003      | La Cuaima              | Daysi Chacón                          |
| 2002      | Trapos íntimos         | Mayerling                             |
| 2002      | Juana, la virgen       | Brandy Yuleisy                        |
| 2001      | La soberana            | Petra Mesías                          |
| 2000      | Viva la Pepa           | Angélica                              |
| 2000      | Hay amores que matan   | Viviana Elizondo                      |
| 1999-2000 | La Calle de los Sueños | Andreína                              |

### Programas Unitarios
| Año  | Título                                                          | Rol      |
| ---- | --------------------------------------------------------------- | -------- |
| 1999 | Archivo Criminal (Programa de televisión) Ep.2 "Amarga Belleza" | Maricela |